# Памятные банкноты Беларуси
Памятные банкноты Белоруссии — памятные банкноты, выпускаемые Национальным банком Республики Беларусь. Первая банкнота была выпущена 1 января 2001 года. Из-за проведения деноминации белорусского рубля в 2016 году памятные банкноты разделились на старые и новые. К старым относятся выпущенные в период с 2001 по 2016, а к новым — с 2016 года.
На данный момент существует 6 серий памятных банкнот:
- 10-летие Национального банка Республики Беларусь;
- «Миллениум»;
- Замковый комплекс «Мир»;
- Национальный банк Республики Беларусь. 20 лет;
- «Мая краіна — Беларусь».
- 80-летие Победы советского народа в Великой Отечественной войне

Все банкноты выпускаются в специальной символичной упаковке-буклете. Реализуются только на территории Белоруссии. Отправка по почте в пределах и за пределы территории Республики Беларусь не производится. Все памятные банкноты являются официальным законным денежным средством Республики Беларусь.

## Серия «10-летие Национального банка Республики Беларусь»
Выпущена к 10-летию Национального банка Республики Беларусь.
| Дата выпуска       | Номинал   | Тираж      | Описание банкноты | Описание буклета | Аверс | Реверс | Ссылки      |
| ------------------ | --------- | ---------- | --- | --- | ----- | ------ | ----------- |
| 1 января 2001 года | 20 рублей | 5 500 экз. | Здание Национального банка Республики Беларусь. На поле водяного знака штамп из припрессованной фольги в виде логотипа «НБРБ» с виньеткой и цифрами «1991 — 2001». Штамп расположен на правом купонном поле лицевой стороны банкноты. | Здание Национального банка Республики Беларусь, надписи: «10 год» и «Нацыянальны банк Рэспублікi Беларусь», на оборотной — на фоне гравюры старого Минска — описание некоторых основных защитных признаков банкноты. |       |        | [ 1 ] [ 2 ] |

## Серия «Миллениум»
Банкноты специального выпуска Национального банка Республики Беларусь посвящены третьему тысячелетию. Все они выпущены 1 октября 2001 года тиражом в 2 500 экземпляров. Памятные банкноты достоинством 20, 50, 100, 500, 1 000, 5 000 и 10 000 рублей действующего банкнотного ряда погашены специальной надписью-штампом «MILLENNIUM», расположенной на купонном поле оборотной стороны. На банкнотах в 1, 5 и 10 рублей этот штамп отсутствует. Банкноты объединены в комплект с одинаковыми серийными номерами «аа 0000001 — аа 0002500» и упакованы в специальный конверт.
Все банкноты исполнены в состоянии «Образец».
| Номинал       | Описание банкноты                                                            | Описание банкноты | Изображение | Изображение |
| Номинал       | Аверс                                                                        | Реверс | Аверс       | Реверс      |
| ------------- | ---------------------------------------------------------------------------- | --- | ----------- | ----------- |
| 1 рубль       | Национальная академия наук Республики Беларусь.                              | Цифровое обозначение номинала и специальный серийный номер.                                                                                       |             |             |
| 5 рублей      | Вид на Троицкое предместье в Минске.                                         | Цифровое обозначение номинала и специальный серийный номер.                                                                                       |             |             |
| 10 рублей     | Старое здание Национальной библиотеки Беларуси в Минске.                     | Цифровое обозначение номинала и специальный серийный номер.                                                                                       |             |             |
| 20 рублей     | Здание Национального банка Республики Беларусь.                              | Фрагмент интерьера здания Национального банка, Особый серийный номер и специальное обозначение на поле водяного знака.                            |             |             |
| 50 рублей     | Холмские ворота мемориала «Брестская крепость-герой».                        | Вход в мемориал «Брестская крепость-герой» и специальное обозначение на поле водяного знака.                                                      |             |             |
| 100 рублей    | Национальный академический Большой театр оперы и балета Республики Беларусь. | Сцена из балета Евгения Глебова «Выбранніца», особый серийный номер и специальное обозначение на поле водяного знака.                             |             |             |
| 500 рублей    | Республиканский Дворец культуры профсоюзов.                                  | Скульптурная группа фронтона Республиканского Дворца культуры профсоюзов, специальный серийный номер и особое обозначение на поле водяного знака. |             |             |
| 1 000 рублей  | Национальный художественный музей Республики Беларусь.                       | Фрагмент картины Ивана Хруцкого «Портрет жены с цветами и фруктами», специальный серийный номер и обозначение на поле водяного знака.             |             |             |
| 5 000 рублей  | Дворец спорта.                                                               | Спортивный комплекс «Раубичи», специальный серийным номер и слово «MILENNIUM» на поле водяного знака.                                             |             |             |
| 10 000 рублей | Витебск. Панорама города.                                                    | Летний амфитеатр, специальный серийным номер и слово «MILENNIUM» на поле водяного знака.                                                          |             |             |

## Серия «Замковый комплекс „Мир“»
Выпуск банкноты посвящён включению замкового комплекса «Мир» в Список всемирного наследия ЮНЕСКО. Серийные номера банкнот — «аа 0000001 — аа 0001000».
| Дата выпуска     | Номинал       | Тираж      | Описание банкноты | Описание буклета | Изображение | Ссылки |
| ---------------- | ------------- | ---------- | --- | --- | ----------- | ------ |
| 22 мая 2003 года | 50 000 рублей | 1 000 экз. | Изображение Мирского замка, логотипы ЮНЕСКО и Списка всемирного наследия, надписи: «Нацыянальны банк Рэспублікі Беларусь», «50 000 рублёў», "Замкавы комплекс «Мір», «Спіс сусветнай спадчыны». | Коллаж, составленный из чертежей реконструкции Мирского замка (автор — Д. Бубновский), а также дипломов, один из которых подтверждает качество реставрационных работ в замке, второй — удостоверяет включение замкового комплекса «Мир» в Список всемирного наследия ЮНЕСКО. |             | [ 6 ]  |

## Серия «Национальный банк Республики Беларусь. 20 лет»
Выпущена к 20-летию Национального банка Республики Беларусь
| Дата выпуска        | Номинал       | Тираж      | Описание банкноты | Описание буклета | Аверс | Реверс | Ссылки            |
| ------------------- | ------------- | ---------- | --- | --- | ----- | ------ | ----------------- |
| 1 декабря 2010 года | 20 000 рублей | 3 000 экз. | Изображение купюры в 20 000 рублей (Дворец Румянцевых-Паскевичей, цифровое обозначение номинала, микротекст, защитная нить), а также особого знака на поле водяного знака. | Надпись «НАЦЫЯНАЛЬНЫ БАНК РЭСПУБЛІКІ БЕЛАРУСЬ», «НБРБ» и элементы архитектурного оформления здания Национального банка Республики Беларусь, сквозь которые просматривается изображение двадцатитысячной купюры. На внутренней стороне упаковки, фон которой заполнен теми же элементами архитектурного оформления здания, прикреплен прозрачный клеммташ с помещённой в него памятной банкнотой. |       |        | [ 7 ] [ 8 ] [ 2 ] |

## Серия «Моя страна — Беларусь»
Памятные банкноты «Моя страна — Беларусь» (бел. Мая краіна — Беларусь) аналогичны банкнотам образца 2009 года номиналами 5, 10, 20, 50, 100, 200 и 500 рублей, но имеют специальные серию и номер. Банкноты выпущены 15 июля 2016 года тиражом в 999 экземпляров.
Названные банкноты объединены в комплект по одной банкноте каждого номинала и вложены в специальную упаковку-буклет. Банкноты комплекта имеют одинаковые номера (0000001—0001000), буквенное обозначение серии на банкнотах: 5 рублей — АС, 10 рублей — ВС, 20 рублей — СС, 50 рублей — НС, 100 рублей — ЕС, 200 рублей — КС, 500 рублей — МС.
| Номинал    | Описание банкноты                                                    | Описание банкноты | Изображение | Изображение | Ссылка       |
| Номинал    | Аверс                                                                | Реверс | Аверс       | Реверс      | Ссылка       |
| ---------- | -------------------------------------------------------------------- | --- | ----------- | ----------- | ------------ |
| 5 рублей   | Белая (Каменецкая) вежа, расположенная в Каменце.                    | Коллаж, посвящённый первым славянским поселениям (фрагмент кожаного пояса, деревянное колесо, изображение древнего детинца «Берестье».                   |             |             | [ 9 ] [ 10 ] |
| 10 рублей  | Спасо-Преображенская церковь, расположенная в Полоцке.               | Коллаж, посвящённый просветительству и книгопечатанию (знак Франциска Скорины, Крест Евфросиньи Полоцкой, фрагмент орнамента).                           |             |             | [ 9 ] [ 10 ] |
| 20 рублей  | Дворец Румянцевых и Паскевичей в Гомеле.                             | Коллаж, посвящённый теме духовности (колокол, Туровское Евангелие, древний город Туров, фрагменты резьбы).                                               |             |             | [ 9 ] [ 10 ] |
| 50 рублей  | Мирский замок, расположенный в городском поселке Мир.                | Коллаж, посвящённый теме искусства (лира и лавровые ветви, перо, бумага, нотный стан).                                                                   |             |             | [ 9 ] [ 10 ] |
| 100 рублей | Замок Радзивиллов, расположенный в Несвиже.                          | Коллаж, посвящённый теме театра и народных праздников (скрипка, бубен, жалейка и символы народных праздников: «калядная зорка», коза, театр «Батлейка»). |             |             | [ 9 ] [ 10 ] |
| 200 рублей | Могилевский областной художественный музей.                          | Коллаж, посвящённый теме ремесла и градостроительства (золотой ключ и печать города Могилева, кафля (печной изразец), фрагменты кованой решётки).        |             |             | [ 9 ] [ 10 ] |
| 500 рублей | Национальная библиотека Республики Беларусь, расположенная в Минске. | Коллаж, посвящённый теме литературы (перо, чернильница, обложки книг, лист папоротника).                                                                 |             |             | [ 9 ] [ 10 ] |

## Серия «80-летие Победы советского народа в Великой Отечественной войне»
31 марта 2025 года Национальный банк Республики Беларусь выпускает в обращение памятную банкноту номиналом 80 рублей, посвящённую 80-летию Победы советского народа в Великой Отечественной войне.
Этот выпуск стал не просто формальным жестом памяти, а глубоко символичным артефактом, оформленным с тонким художественным вкусом и высокой степенью детализации. Для коллекционеров, историков и всех, кто ценит значимые выпуски банкнот — это настоящий шедевр.
| Дата выпуска       | Номинал   | Тираж       | Описание банкноты | Описание банкноты | Изображение конверта | Ссылки |
| Дата выпуска       | Номинал   | Тираж       | Аверс | Реверс | Изображение конверта | Ссылки |
| ------------------ | --------- | ----------- | --- | --- | -------------------- | ------ |
| 31 марта 2025 года | 80 рублей | 80 000 экз. | На переднем плане - Монумент "Мужество" Брестской крепости. Справа от него - скульптура «Родина-мать» архитектурного комплекса «Минск – город-герой», карта Беларуси, голубь мира. На заднем плане - Красный костел, концертный зал «Верхний город», старинные ветряные мельницы, обелиск Победы, Минск-арена, БелЭКСПО, Национальная библиотека. | Руки матери и ребенка у архитектурного комплекса «Ворота Минска», национальный орнамент, аисты в полёте и цветок яблони. |                      |        |